# 荷兰君主
荷兰君主（英語：Monarchy of the Netherlands）自1806年设立，路易·波拿巴被拿破仑一世册封为荷兰国王；这也使得当时的荷兰短暂成为法兰西第一帝国的附庸国。
在1806年之前，荷兰是一个共和制国家。1581年，当时荷兰所在的低地国家通过《誓绝法案》从西班牙王国独立并终结了哈布斯堡王朝在当地的统治。1810年，法国吞并荷兰，荷兰君主统治中止。1813年，世袭荷兰省督威廉五世的儿子、奥兰治-拿骚王朝的威廉一世接受了联合尼德兰主权亲王的头衔；这使得荷兰的君主统治得以延续。

## 简要家谱
荷兰共和国在法兰德斯战役中被法兰西第一共和国征服，随后被改制为巴达维亚共和国，即后来的巴达维亚联邦。时任荷兰省督的奥兰治-拿骚家族随即逃亡至英国，后又流亡至德国。在试图重新征服荷兰失败后，最后一位世袭荷兰省督威廉五世在1801年通过奥兰恩斯坦信函宣布放弃对荷兰的统治权。